# Rozjysjtje
Rozjysjtje (ukrainsk: Рожи́ще, polsk: Rożyszcze, jiddisch: ראזשישטש Rozhishch) er en by i Lutsk rajon i Volyn oblast, Ukraine. Byen har 12.483 (2022) indbyggere.

## Historie
Rozjysjtje var en bebyggelse i Lutsky Uyezd i volhynske Guvernement i det Russiske Kejserrige.
Under Anden Verdenskrig besatte aksemagterne Rozjysjtje i juni 1941.
Her er der siden januar 1945 udgivet en lokal avis..

## Galleri
- Transfigurationkirken fra 1920
- Sankt Mikhaelskirken (set fra gaden)
- Indgangen til Sankt Mikhaelskirken
- Mindesmærke for 2. verdenskrig